# Protiatomový bunkr Parukářka

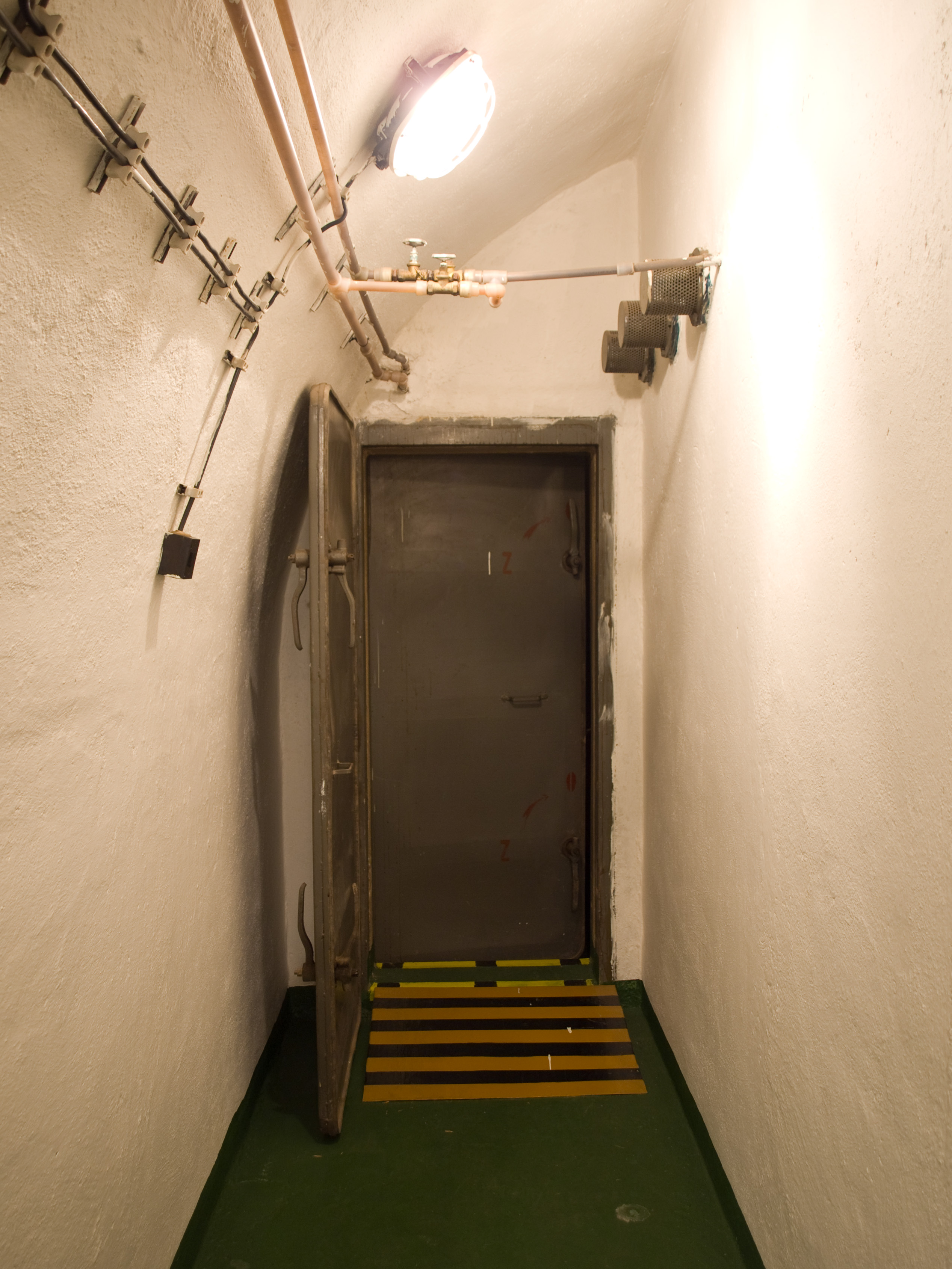
Chodba s dveřmi v prostorech krytu

Protiatomový bunkr Parukářka je komplex v podzemí vrchu sv. Kříže (pod parkem Parukářka) na pražském Žižkově.
Komplex byl vybudován v letech 1950–1955 a počítal s ukrytím přibližně 2 500 osob. Do krytu vede pětice přístupových chodeb a dvě odvětrávací věže, použitelné též jako nouzový východ. Komplex je vybaven vlastním zdrojem elektřiny, vody a vzduchotechnikou.
Dodnes je část krytu neustále připravena k použití a počítá s kapacitou přibližně 1 500 osob. Desetina prostor je pronajata a slouží jako hudební klub, lezecká stěna a muzeum. V dalších částech se nachází sklady Telefoniky O2 či místnosti Policie ČR.

## Galerie

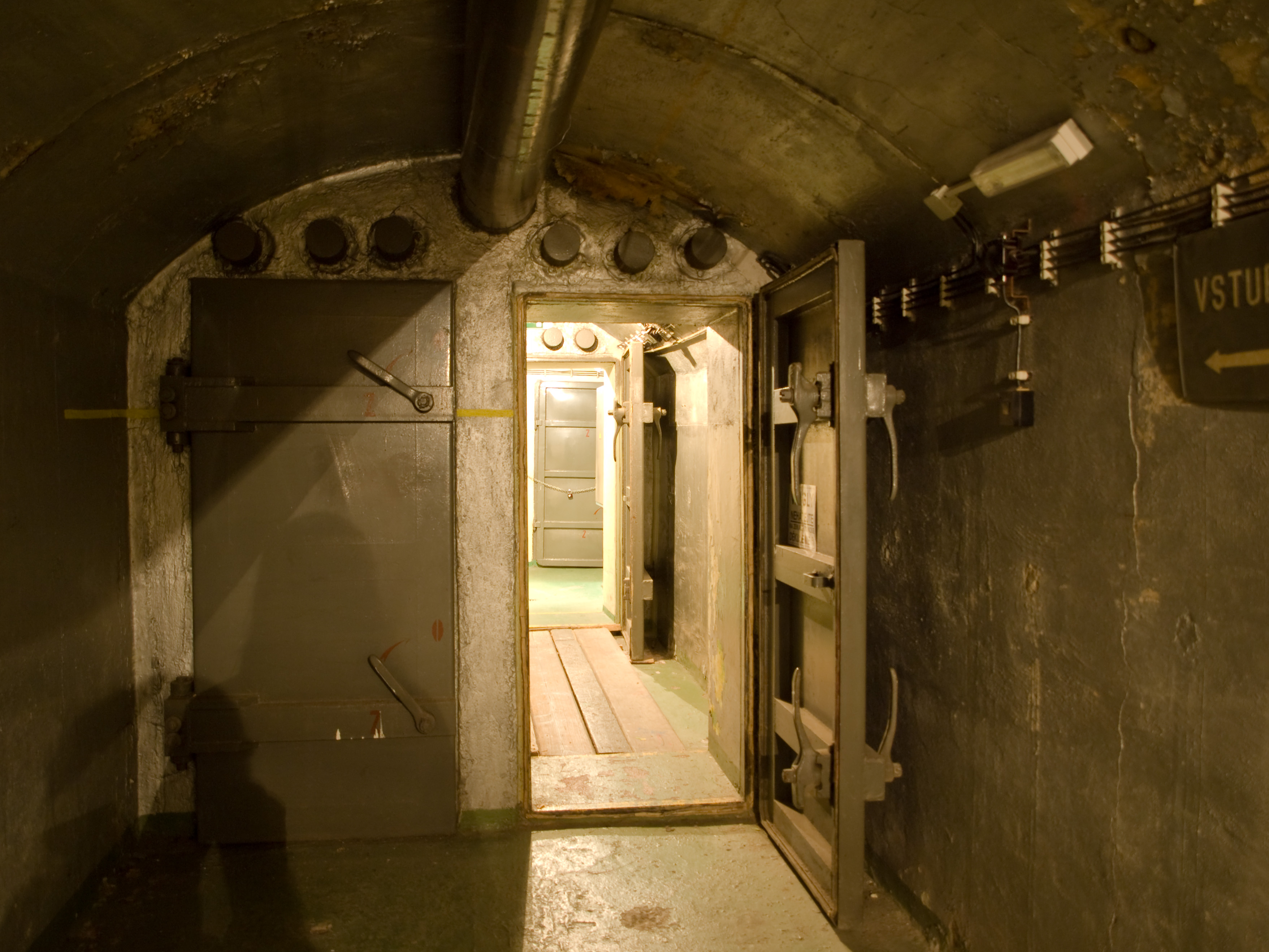
Přechodová komora
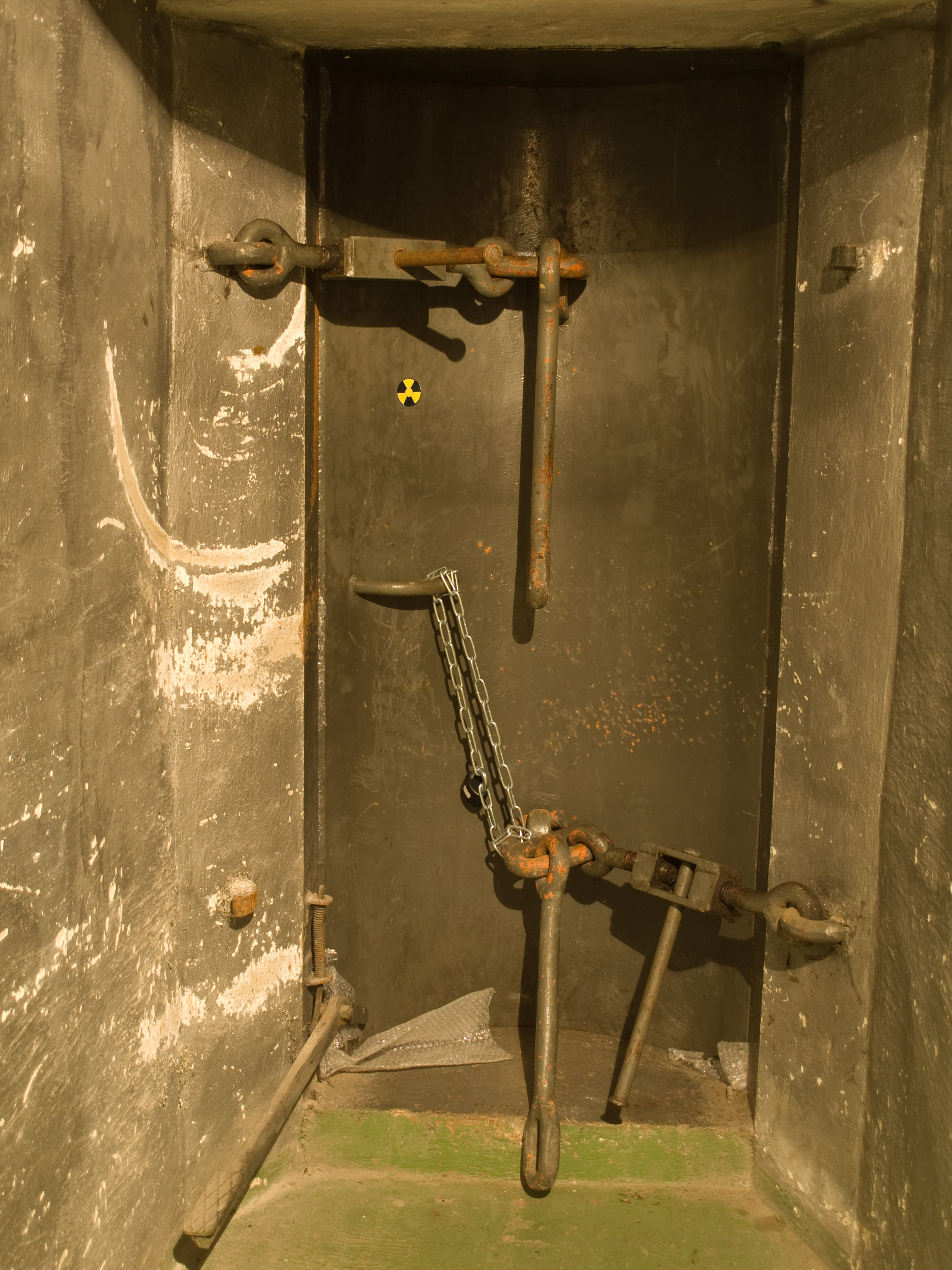
Jeden z východů
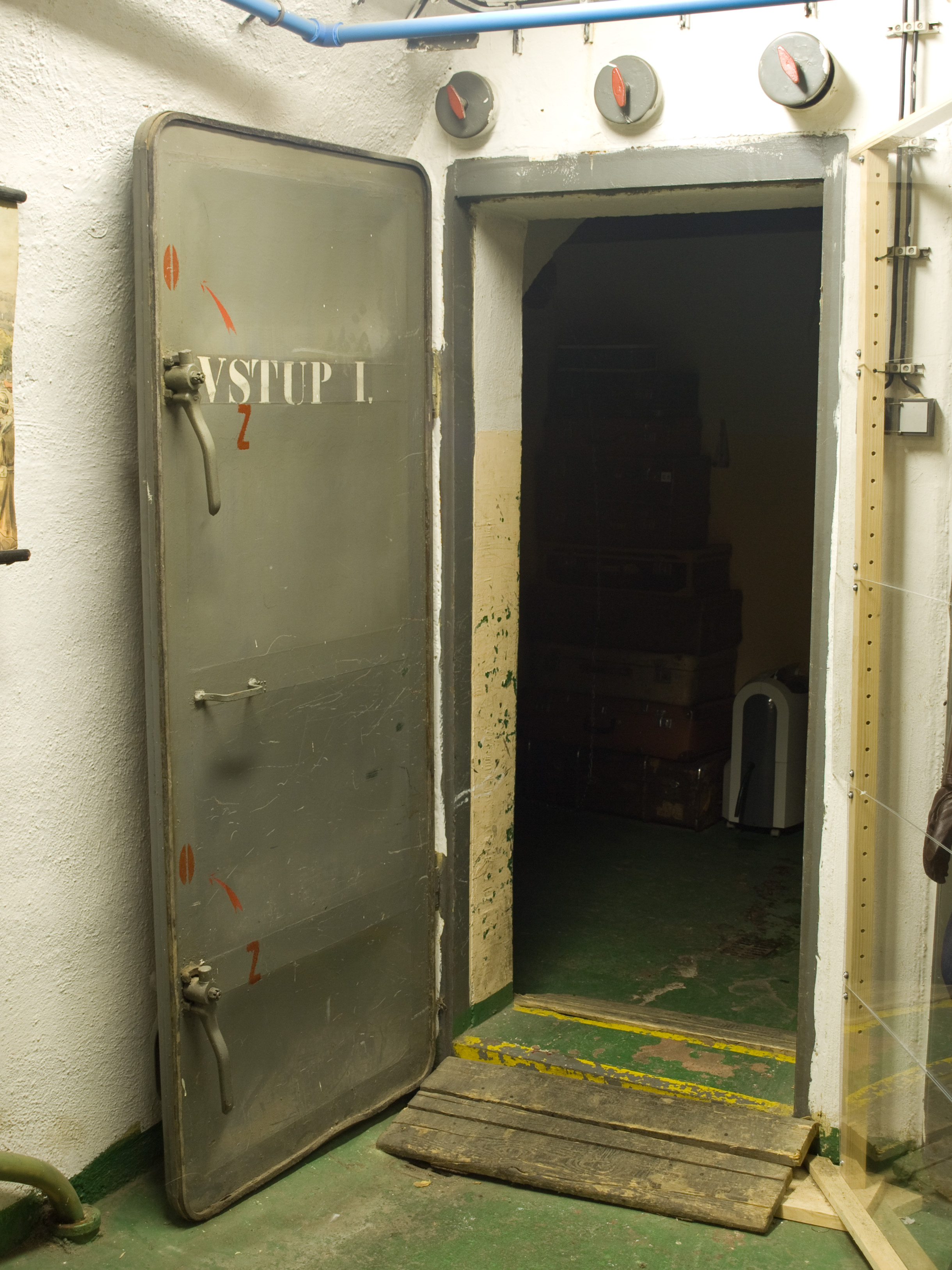
Dveře do další části krytu
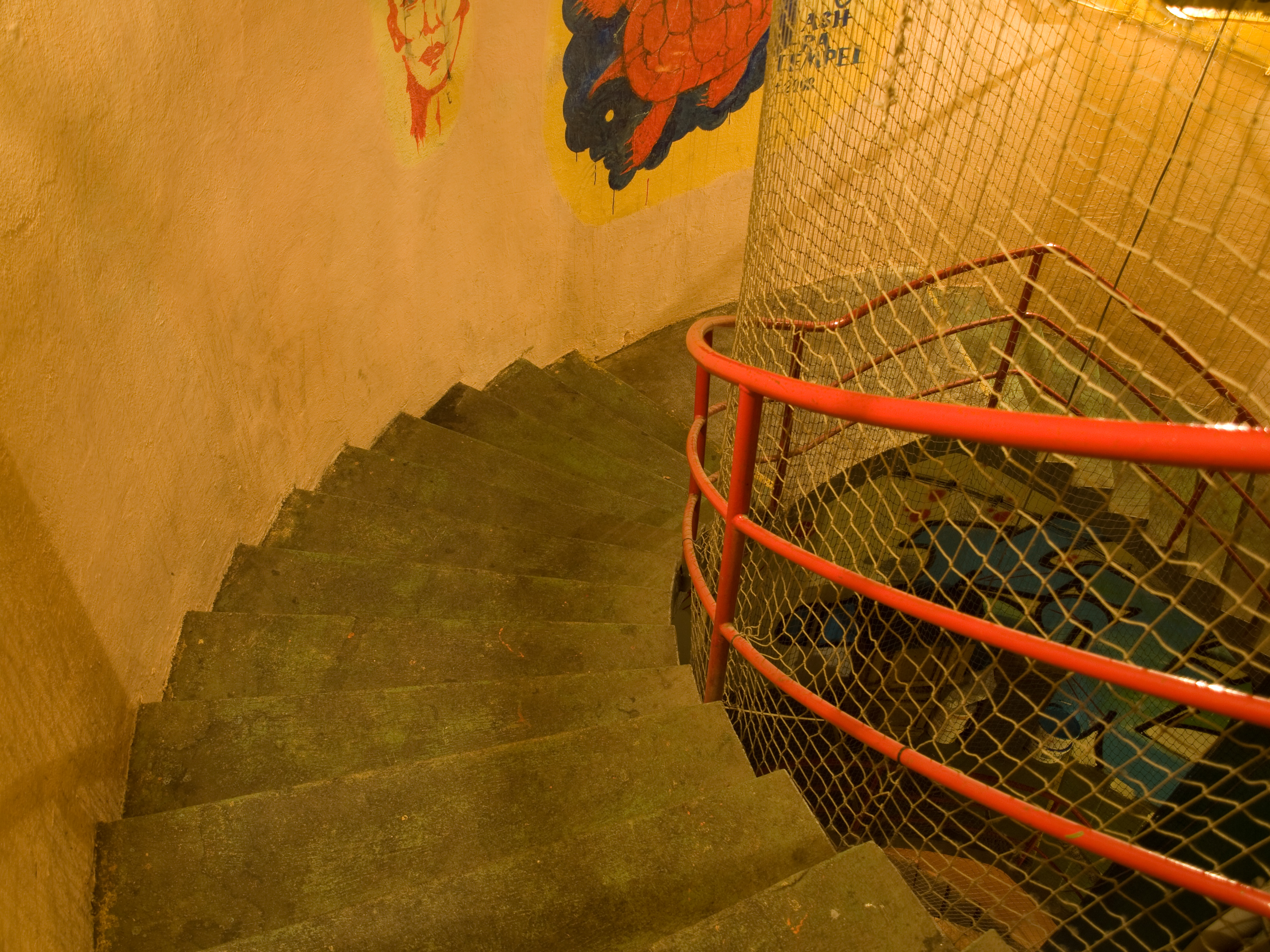
Schodiště do podzemní části
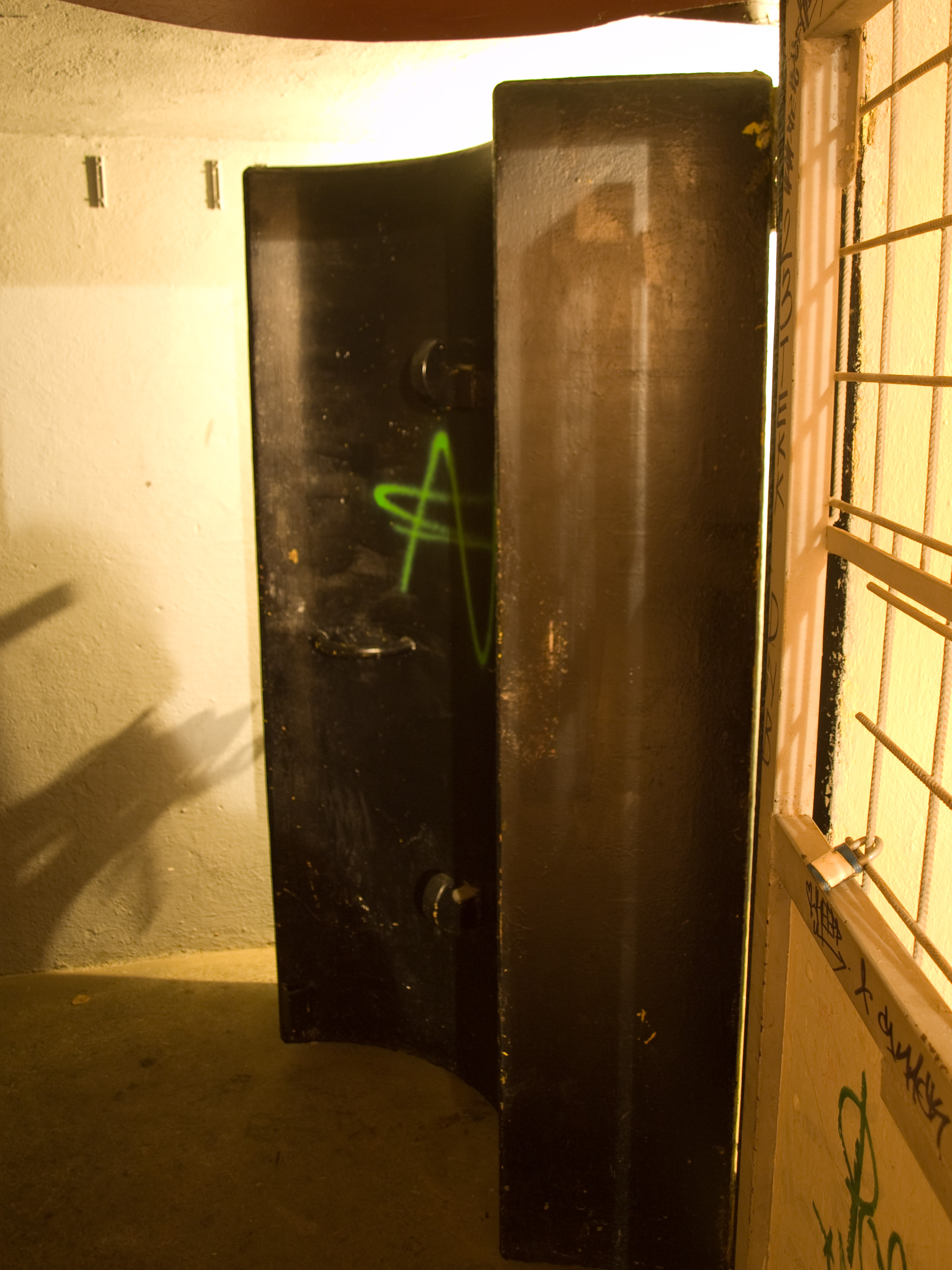
Protiatomové dveře u hlavního vchodu do pronajaté části
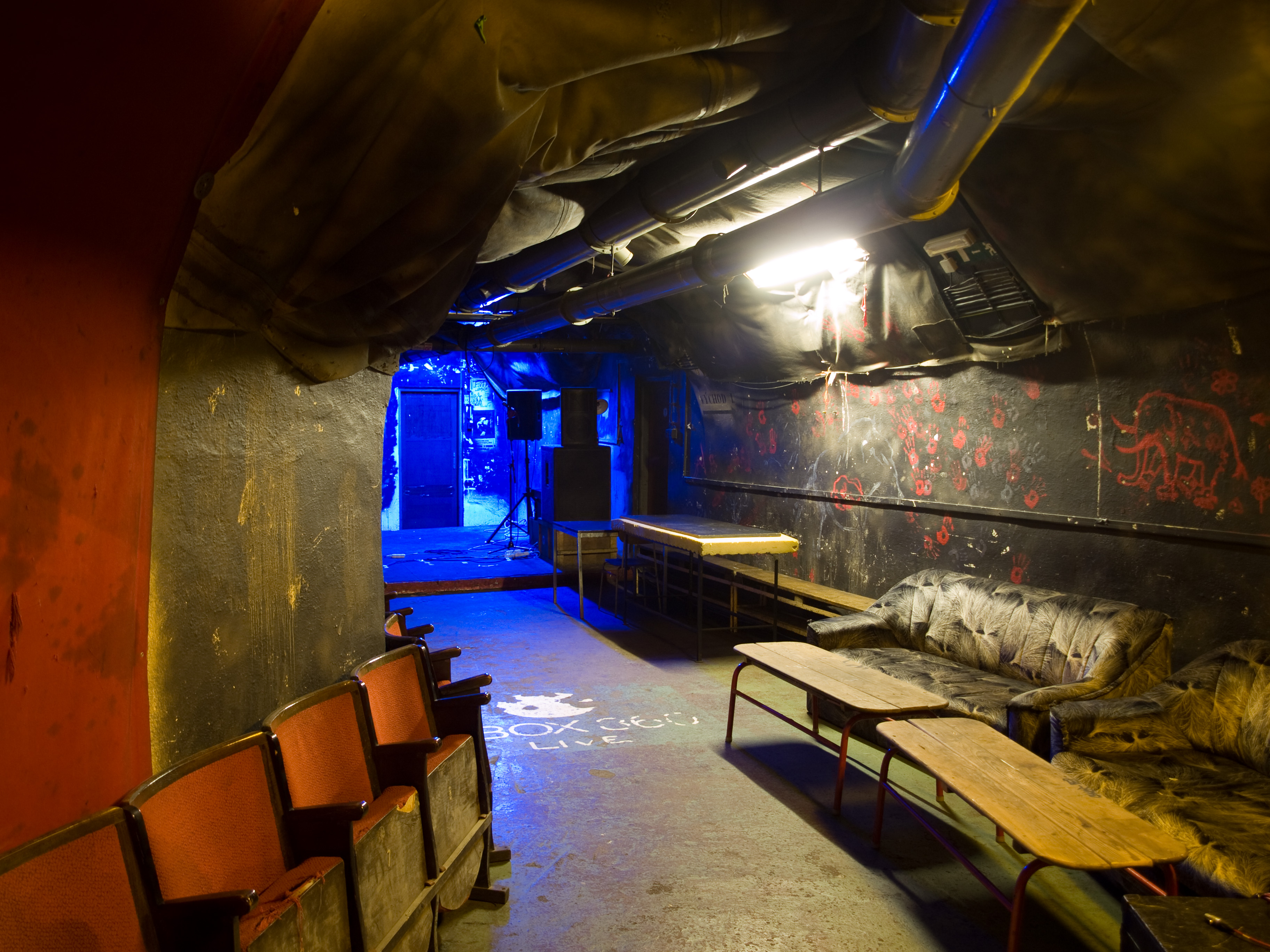
Hlavní sál a stage hudebního klubu